# Ferdinand André Fouqué
Ferdinand André Fouqué (Mortain, 21 giugno 1828 – 7 marzo 1904) è stato un geologo francese, professore della Collège de France (Parigi) successore di Charles Sainte-Claire Deville.
Nel 1881 venne eletto membro dell'Académie des Sciences de Paris.
Ha eseguito soprattutto degli studi delle rocce effusive di Corsica, Santorini e altrove. E molto conosciuto per la sua collaborazione con il suo amico Auguste Michel-Lévy.
Importanti pubblicazioni sono: Santorin et ses éruptions, 1879; (con Michel-Lévy) Minéralogie micrographique, Roches éruptives françaises (2 vols., 1879); e Synthèse des minéraux et des roches (1885).